# Grete Wiesenthal
Grete Wiesenthal (Vienna, 9 dicembre 1885 – Vienna, 22 giugno 1970) è stata una ballerina, attrice e coreografa austriaca.

## Biografia
Nata nel 1885 a Vienna, all'epoca capitale dell'Impero austro-ungarico, quando compì dieci anni Grete Wiesenthal venne accettata alla scuola di balletto della Wiener Hofoper dove compì i suoi studi e dove poi lavorò come ballerina dal 1901 a 1907. Nel 1902, divenne prima ballerina ed ebbe il ruolo principale in La muta di Portici di Daniel Auber.
Nonostante il successo ottenuto come ballerina classica, Grete Wiesenthal lasciò l'opera per fondare nel 1908, con le sorelle Elsa e Bertha, un gruppo di danza indipendente, con il quale le tre sorelle svilupparono uno stile di danza nuovo e non classico, caratterizzato da speciali tecniche. La compagnia mise in scena una peculiare interpretazione del valzer debuttando al Kabarett Fledermaus di Vienna e intraprendendo poi una tournée che ebbe come tappe le città di Berlino, Pietroburgo, Budapest e Praga. Il grande regista Max Reinhardt volle Grete Wiesenthal per la sua pantomima Sumurun.
Nel 1910, Grete si sposò con il pittore Erwin Lang (1886-1962) che, per lei, disegnò manifesti e locandine. Dal 1910 al 1911, la danzatrice studiò a Hellerau con Émile Jaques-Dalcroze, un pedagogo svizzero che aveva sviluppato lo studio dell'euritmica, un metodo per insegnare e percepire la musica attraverso il movimento, i cui studi influenzarono fortemente i coreografi tedeschi a partire dagli anni venti e trenta del Novecento, ispirando il lavoro della tedesca Mary Wigman, sua allieva, e della polacca Marie Rambert.
In quegli anni, Grete Wiesenthal raggiunse una grande popolarità con il suo stile che combinava elementi del balletto classico mescolati a quelli della danza moderna. Molto spesso, ebbe come partner Toni Birkmeyer e apparve anche al cinema, in alcuni film muti.

## Balletti
- 1908: Der Geburtstag der Infantin (Il compleanno dell'infanta) (Pantomima sulla omonima fiaba di Oscar Wilde, Musica di Franz Schreker)
- 1916: Die Biene (L'ape) (Musica di Clemens von Franckenstein)
- 1930: Der Taugenichts von Wien (Il furfante di Vienna) (Musica di Franz Salmhofer)

## Filmografia

### Attrice
- Den okända
- Die goldene Fliege
- Kadra Sâfa, regia di Stellan Rye (1914)
- Erlkönigs Töchter
- Der Traum des Künstlers

### Coreografa
- Valzer celeste